# The Casbah Coffee Club
The Casbah Coffee Club fue un club musical de rock and roll ubicado en el área Liverpool, Inglaterra, que funcionó entre 1959 y 1962. El club se encontraba en el sótano de la casona familiar de Mona Best, y estaba pensado como un club musical de adolescentes, exclusivo para que se reunieran sus hijos (Pete y Rory) con sus amigos.
El lugar se ha vuelto célebre debido a su relación con Los Beatles, aún desde antes que adoptaran ese nombre. Cuando aún se llamaban The Quarry Men, John Lennon, Paul McCartney, George Harrison y Ken Brown, fueron elegidos para actuar el día de la inauguración del club, pero Mona les pidió que antes pintaran el club. El edificio preserva las pinturas de quienes luego serían Los Beatles en los techos y paredes (estrellas, símbolos aztecas, una araña, un dragón y un arco iris). Cynthia Powell, quien luego se casaría con John Lennon, pintó una silueta de John en la pared que también ha sido preservada. El hijo de Mona Best, Pete Best, fue seleccionado como primer baterista de Los Beatles, pocos días antes de partir para Hamburgo en 1961. Al volver, Los Beatles realizaron en el Casbah su primera presentación en Gran Bretaña con ese nombre, el 17 de diciembre de 1960.
En 2006, el ministro de Cultura David Lammy anunció que el sótano de la casa de Mona Best recibiría el Grado II, en la lista de edificios protegidos, y la placa azul que lo identifica como Patrimonio Inglés. El sitio se encuentra abierto como atracción turística.

## Antecedentes

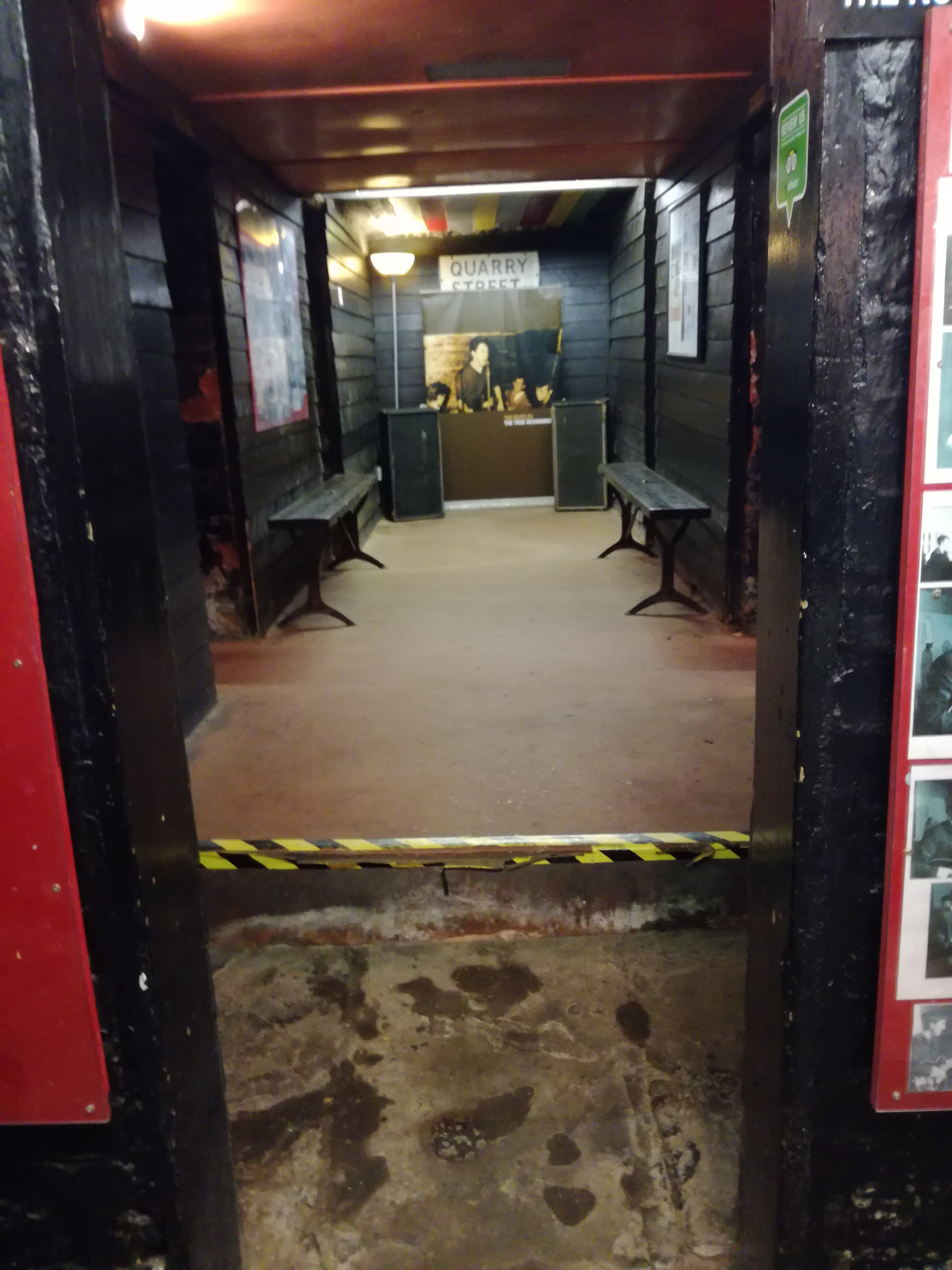
Lugar del Casbah donde Los Quarry Men realizaron su presentación en la inauguración del club.

Mona Shaw nació el 3 de enero de 1924, in Delhi, India, cuando ese país había sido sometido como colonia del Imperio Británico. Allí se casó con John Best, con quien tuvo dos hijos, Pete Best (n. 1941) y Rory Best (n. 1944). En 1945 la familia se mudó a Liverpool, viviendo en varias casas. En 1954 Mona se interesó en una gran casona victoriana que se encontraba en venta en Hayman's Green 8, en el suburbio de West Derby, ubicado al norte de la ciudad. Para comprarla Mona empeñó todas sus joyas y apostó el dinero en las carreras, a un caballo llamado "Never Say Die" (Nunca Digas Muere), que pagó 33-1 y con ese dinero compró la casa en 1957.
La casa fue construida cerca de 1860 por un arquitecto desconocido. Tenía un acre (4,000 m²) de superficie, quince habitaciones y un sótano que se utilizaba para almacenar carbón. Su propietario era la Asociación de Clubs Conservadores de West Derby.

## El Casbah
En los años finales de la década de 1950, los hijos de Mona ya eran adolescentes, en un momento que estallaba entre los jóvenes el rock and roll. Mona tuvo entonces la idea de abrir un club musical en su sótano, para sus hijos y amigos, al estilo del 2i's Coffee Bar, del barrio del Soho, en Londres, considerado como lugar de nacimiento del rock británico. Por entonces los clubs musicales del Liverpool, como The Cavern, solo permitían que se interpretara música de jazz. Por otra parte, los pubs de entonces eran ámbitos casi exclusivamente pensados para hombres adultos, mientras que las mujeres adultas se reunían en las casas de té. En esas condiciones se generalizó en Inglaterra la instalación de cafés con máquinas para hacer café expreso (capuccino bars), orientados a la generación de adolescentes que estaba surgiendo, que se convirtieron en un imán para los jóvenes guitarristas de skiffle.
Mona organizó el club para adolescentes, estableciendo una membresía anual de media corona, sin bebidas alcohólicas, sirviendo Coca Cola, snacks, tortas y café preparado con una máquina de café expreso, que ningún otro club de la ciudad tenía por entonces. La música se tocaba con un pequeño tocadiscos de marca Dansette, amplificado con un parlante de tres pulgadas.

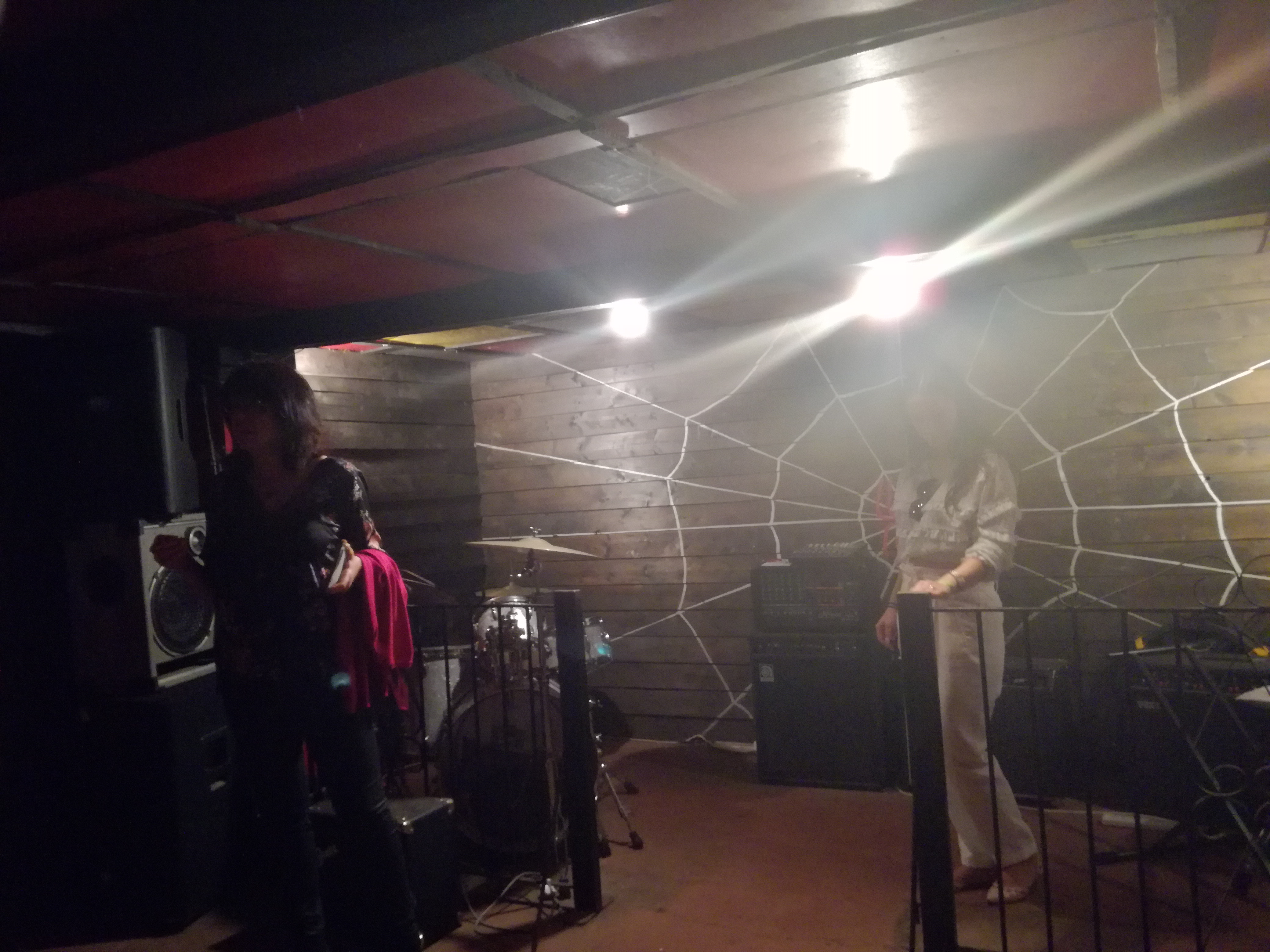
Escenario del Casbah donde Los Beatles hicieron su presentación.

Para la inauguración del club, Mona Best contrató a Les Stewart Quartet, integrada por Les Stewart, George Harrison, Ken Brown y Geoff Skinner. Pero poco antes del debut, los integrantes de la banda tuvieron un desacuerdo que provocó el alejamiento de Stewart y Skinner. Harrison entonces recurrió a John Lennon y Paul McCartney para completar el cuarteto, que fueron contratados como The Quarry Men, aunque sin el baterista Colin Hanton. Mona consiguió también que los cuatro jóvenes, terminaran de pintar el sótano, con estrellas, símbolos aztecas, un arco iris, una tela de araña y un dragón. Cynthia Powell, por entonces novia de John, pintó una silueta de John tocando la guitarra, en blanco sobre el fondo negro. Todas esas imágenes aún se encuentran en el Casbah.

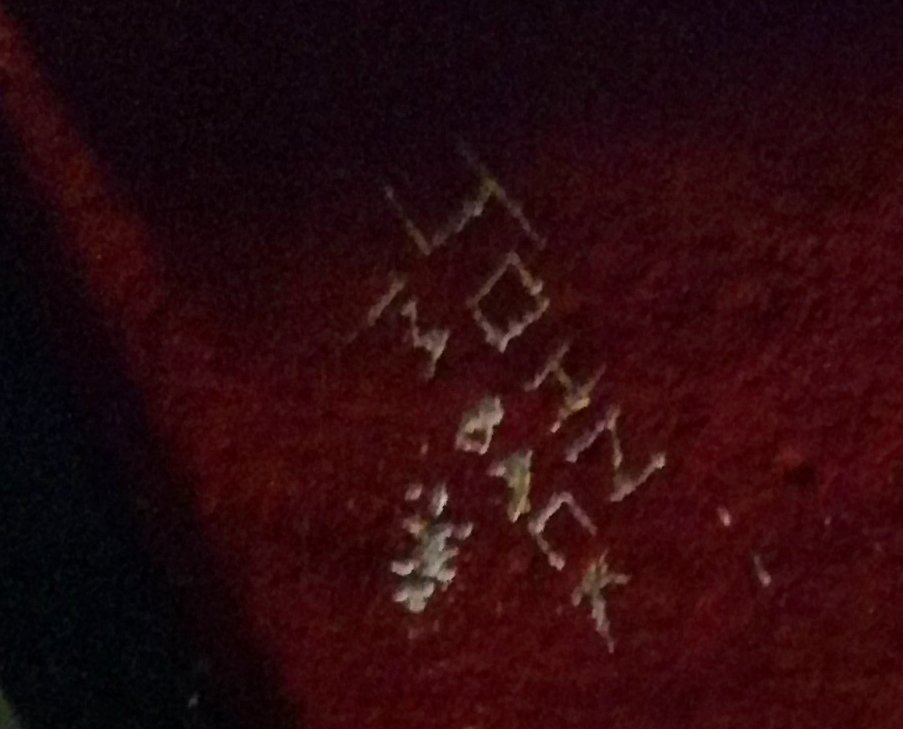
"John I'm back", inscripción de John Lennon en el techo del Casbah, luego de que Los Beatles regresaran de Hamburgo en diciembre de 1960.

La inauguración fue el 29 de agosto de 1959. El Casbah había vendido 300 tarjetas de membresía. Utilizaron un solo micrófono conectado al pequeño sistema de megáfonos que tenía el sótano en las distintas habitaciones. Debido al éxito de su presentación inicial, Mona Best contrató a los Quarry Men como banda permanente del club, debiendo presentarse todos los sábados.
Al llegar octubre Los Quarry Men se aprestaron a realizar su séptima presentación semanal, pero Brown se encontraba con gripe y no estaba en condiciones de tocar, razón por la cual Mona lo envió a una de las habitaciones de la casa para que se metiera en la cama. Cuando llegó el momento del pago, Lennon, McCartney y Harrison pretendieron cobrar también la porción que le correspondía a Brown, que no había tocado. Debido a que Mona se opuso a ello, los tres jóvenes se enojaron y dieron por terminado el acuerdo con el Casbah.
Por ese entonces, Pete Best contaba con 18 años y estaba estudiando en el Collegiate Grammar School. Entusiasmado con la posibilidad de tocar en una banda de rock and roll, convenció a su madre de que le comprara una batería. Poco después formó su propia banda llamada The Blackjacks, que también tocarían en el Casbah. Best incorporó a su banda a Chas Newby, Bill Barlow y Ken Brown, que había sido dejado de lado de los The Quarry Men, luego del incidente de la gripe.
Entre los músicos y bandas que actuaron en el Casbah se encuentran Colin Manley de The Remo Four, Cilla Black, Rory Storm and the Hurricanes, The Searchers y Gerry & The Pacemakers. The Black Jacks se volvieron la banda permanente del Casbah, aunque Los Quarry Men ocasionalmente también volvieron a tocar y frecuentaban asiduamente el club. Fue en el Casbah Club que Lennon y McCartney convencieron a Stuart Sutcliffe que comprara el bajo Höfner 500/5, modelo conocido en Europa como President, con el dinero que había ganado por la venta de sus obras en la exposición realizada en la galería de John Moores.

## Los Beatles
En agosto de 1960, The Quarry Men, recientemente renombrados como Los Beatles, incorporaron como baterista a Pete Best y partieron para el primero de sus cinco ciclos en Hamburgo, donde se convirtieron en un sólido grupo profesional. Al volver a Liverpool, realizaron la primera presentación en su ciudad natal en el Cabah, el 17 de diciembre de 1960. Fue la primera de 37 actuaciones en los siguientes dieciocho meses, en el club que los vio nacer. Las dos primeras actuaciones incluyeron a Chas Newby como bajista, debido a que Stuart Sutcliffe había decidido quedarse en Hamburgo.
Al volver de Hamburgo en diciembre de 1960, Los Beatles, aún con el hijo de Mona, Pete, como baterista, volvieron a tocar en el Casbah, debutando el 17 de diciembre de 1960, convirtiéndose así en el primer lugar en que tocaron con ese nombre en Inglaterra, con Chas Newby como bajista, debido a que Stuart Sutcliffe había decidido quedarse en Hamburgo.
El Casbah se convirtió en la oficina de Los Beatles y Mona Best en su representante informal. En noviembre de 1961 Brian Epstein fue contratado como manager de la banda, pero Mona continuó presente, supervisando la gestión de Epstein, circunstancia que generó una tensa relación entre Mona Best y Brian Epstein.

## Cierre
Aunque la membresía del club había ascendido a más de mil jóvenes, Mona debió cerrar el Casbah el 24 de junio de 1962, debido a que se encontraba en los últimos días de embarazo de su tercer hijo.
Ese día, Los Beatles fue el último grupo que tocó allí, luego de haberse presentado 37 veces.

## Estatus como herencia cultural

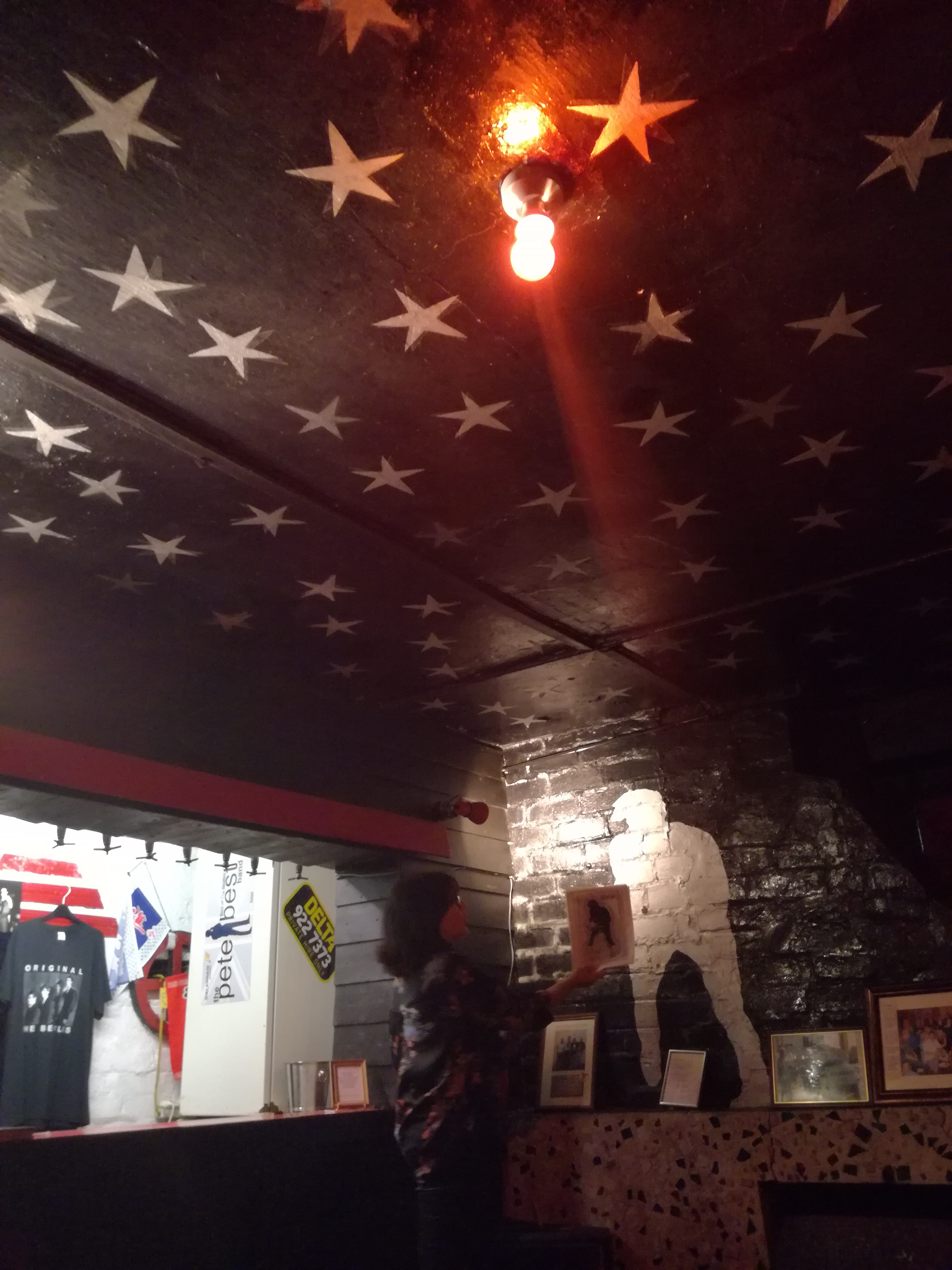
Las estrellas del techo fueron pintadas por John Lennon y la silueta de John en blanco fue pintada por Cynthia Powell.

En 2006, el ministro de Cultura David Lammy anunció que el sótano de la casona de Mona Best recibiría el Grado II en la lista de edificios protegidos y una placa azul, luego de que se realizara una recomendación en ese sentido por parte de English Heritage, la agencia inglesa de protección del patrimonio cultural de ese país. A raíz de ello el sótano fue abierto como una atracción turística en Liverpool, al igual que las casas de Paul McCartney y John Lennon, en Forthlin Road 20 y Menlove Avenue 251, respectivamente. El club se encuentra a 3,5 millas (5,6 km) del centro de Liverpool y solo puede visitarse con reservas previas.
McCartney ha sido citado diciendo, "Pienso que es una buena idea dejar que la gente conozca sobre El Casbah. La gente sabe sobre The Cavern, sobre varias de esas cosas, pero El Casbah fue el lugar donde todo comenzó. Nosotros ayudamos a pintarlo y arreglarlo. Lo veíamos como nuestro club personal."
El funcionario de English Heritage, Bob Hawkins dijo: "Las habitaciones del sótano del Casbah Club son históricamente significativas porque representan la evidencia tangible de la formación de Los Beatles, su creciente popularidad y su influencia a través del mundo. El club sobrevive en una remarcable buena preservación desde su cierre en 1962, con paredes y techos pintados con arañas, dragones, arcos iris y estrellas por los miembros originales de la banda, así como los equipos, amplificadores y sillas originales de los años 1960. No conocemos otro lugar sobreviviente como éste en Liverpool o en cualquier otro lugar."